# Lupă (siderurgie)

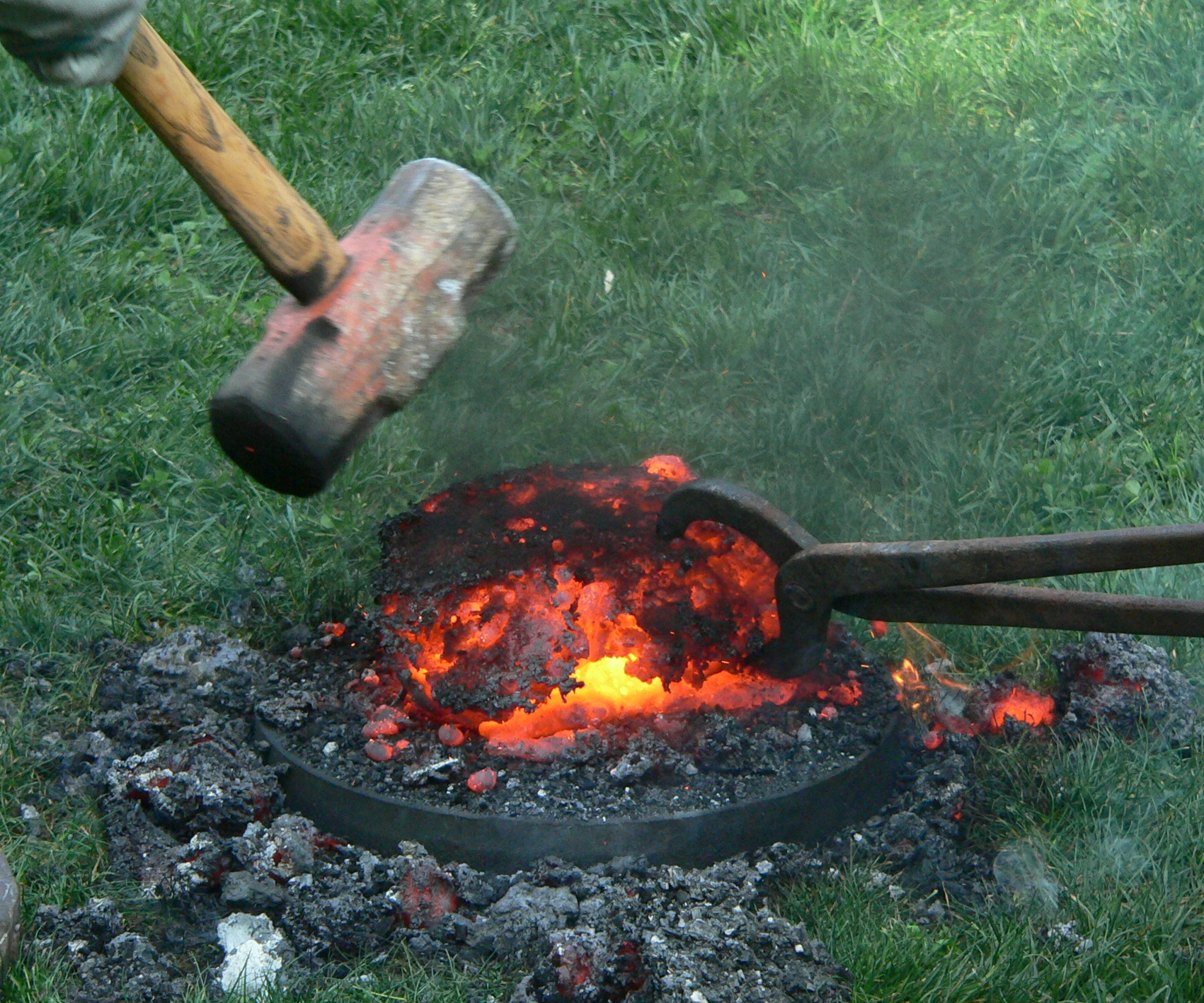
Lupă scoasă din furnal, pregătită pentru prelucrare

În siderurgie lupa este o bucată de oțel amestecat cu zgură, obținut în stare păstoasă prin procedeul de pudlare (din cuvântul francez „puddler” - a separa impuritățile din fontă pentru a obține oțel cu însușiri speciale) sau prin procedee asemănătoare.
După încălzirea lupei în cuptorul de pudlare și forjarea la presă sau la ciocan, zgura este în mare parte eliminată și produsul rezultat este întrebuințat la elaborarea oțelului sudat sau a oțelului de creuzet. Are o greutate variabilă, între câteva kilograme și câteva tone, și nici o formă deosebită. Lupa plată și cu o greutate mai mică se numește lentilă.